# Heusden Koers 2015
De 67e editie van de Belgische wielerwedstrijd Heusden Koers werd verreden op 11 augustus 2015. De start en finish vonden plaats in Heusden. De winnaar was Kenny Dehaes, gevolgd door Aidis Kruopis en Emiel Wastyn.

## Uitslag
| Heusden Koers 2015 |                   |                         |          |
| Plaats             | Naam              | Ploeg                   | Tijd     |
| Winnaar            | Kenny Dehaes      | Lotto-Soudal            | 3u33'57" |
| 2                  | Aidis Kruopis     | An Post-Chainreaction   |          |
| 3                  | Emiel Wastyn      | Verandas Willems        |          |
| 4                  | Tom Devriendt     | Wanty-Groupe Gobert     |          |
| 5                  | Louis Verhelst    | Cofidis                 |          |
| 6                  | Nicolas Vereecken | Team 3M                 |          |
| 7                  | Justin Jules      | Veranclassic-Ekoi       |          |
| 8                  | Timothy Dupont    | Roubaix-Lille Métropole |          |
| 9                  | Ruben Geerinckx   | Baguet-MIBA Poorten     |          |
| 10                 | Maxime Vantomme   | Roubaix-Lille Métropole |          |

1929 · 1930-1935 · 1936 · 1937 · 1938 · 1939 · 1952 · 1953 · 1954 · 1955 · 1956 · 1957 · 1958 · 1959 · 1960 · 1961 · 1962 · 1963 · 1964 · 1965 · 1966 · 1967 · 1968 · 1969 · 1970 · 1971 · 1972 · 1973 · 1974 · 1975 · 1976 · 1977 · 1978 · 1979 · 1980 · 1981 · 1982 · 1983 · 1984 · 1985 · 1986 · 1987 · 1988 · 1989 · 1990 · 1991 · 1992 · 1993 · 1994 · 1995 · 1996 · 1997 · 1998 · 1999 · 2000 · 2001 · 2002 · 2003 · 2004 · 2005 · 2006 · 2007 · 2008 · 2009 · 2010 · 2011 · 2012 · 2013 · 2014 · 2015 · 2016 · 2017 · 2018 · 2019 · 2020 · 2021 · 2022 · 2023